# Smilla et l'amour de la neige
Smilla et l'amour de la neige est un roman de Peter Høeg, publié au Danemark sous son titre original Frøken Smillas fornemmelse for sne en 1992 puis édité en France par les éditions du Seuil en 1995, puis en collection de poche (Points) en 1996.

## Résumé
Smilla Jaspersen, métisse danoise et groenlandaise, est une femme libre, indépendante et rebelle. À Copenhague, un peu avant Noël, un garçon groenlandais se tue en tombant du toit de son immeuble. La police conclut à un accident. Smilla, qui s'est prise d'affection pour l'enfant, ne croit pas à cette thèse. Elle connaît la neige et sait donc interpréter les traces laissées sur le toit par le garçon, incompatibles avec un accident. Elle se lance alors dans sa propre enquête aidée par un de ses voisins, mystérieux et aux motivations troubles, qui la mènera jusqu'au désert glacé du Groenland où elle découvrira un terrible secret. Parmi ceux qu'elle interroge, beaucoup tenteront d'étouffer l'affaire, de l'intimider, voire de l'éliminer.

## Réception critique
Smilla et l'amour de la neige est la traduction française d'un ouvrage original qui est « un véritable phénomène éditorial traduit dans plus de trente langues », selon Bertrand Westphal.
La presse francophone lui consacre des critiques. D'après le journal Libération, ce livre retrace un « complot scientifico-macabre ». Selon l'hebdomadaire français L'Express, cet ouvrage « tient du roman fantastique à la Jules Verne, de la critique historico-ethnographique, du polar arctique et du roman d'amour vache. Plus une ode aux mathématiques ». Le quotidien belge Le Soir le considère comme « un roman prodigieux ».

## Place dans la littérature
Selon Sylvain Briens, Smilla et l'amour de la neige est une des œuvres, avec Millénium, qui ont marqué la naissance du genre du polar nordique. Ce roman dénonce, dans une perspective post-coloniale, l'exploitation par les Danois des ressources du Groenland. Dans ce roman, l'auteur considère que les travaux de Jean Malaurie, malgré une certaine bienveillance, véhiculent des préjugés contre les Groenlandais.

## Adaptation
Le roman a été adapté au cinéma sous le titre Smilla par le réalisateur et scénariste danois Bille August, film sorti en 1997.